# Cézium-kadmium-bromid
A cézium-kadmium-bromid szintetikusan előállított kristályos vegyület, képlete CsCdBr3. Az AMX3 vegyületcsoportba tartozik, ahol A=alkálifém, M=kétértékű fém, X=halogénionok. Ritkaföldfémionokkal adalékolt egykristálya lézerek aktív közegeként használható, bár ilyen irányú felhasználását nedvszívó tulajdonsága korlátozza.

## Fordítás
- Ez a szócikk részben vagy egészben  a   Caesium cadmium bromide című angol Wikipédia-szócikk ezen változatának fordításán alapul.  Az eredeti cikk szerkesztőit annak laptörténete sorolja fel. Ez a jelzés csupán a megfogalmazás eredetét és a szerzői jogokat jelzi, nem szolgál a cikkben szereplő információk forrásmegjelöléseként.